# Tổng Kiểm toán nhà nước (Việt Nam)
Tổng Kiểm toán Nhà nước của nước Cộng hòa Xã hội chủ nghĩa Việt Nam là người lãnh đạo cao nhất của cơ quan Kiểm toán Nhà nước. Tổng Kiểm toán chịu trách nhiệm trước Quốc hội, Ủy ban thường vụ Quốc hội về tổ chức và hoạt động của Kiểm toán nhà nước. Tổng Kiểm toán nhà nước do Quốc hội bầu, miễn nhiệm và bãi nhiệm theo đề nghị của Ủy ban thường vụ Quốc hội. Tổng Kiểm toán nhà nước có nhiệm kỳ là 05 năm theo nhiệm kỳ của Quốc hội. Tổng Kiểm toán Nhà nước là ông Ngô Văn Tuấn.
Giúp việc cho Tổng Kiểm toán nhà nước có các Phó Tổng Kiểm toán nhà nước, giúp Tổng Kiểm toán nhà nước thực hiện nhiệm vụ theo sự phân công của Tổng Kiểm toán và chịu trách nhiệm trước Tổng Kiểm toán nhà nước. Khi Tổng Kiểm toán nhà nước vắng mặt, một Phó Tổng Kiểm toán nhà nước được Tổng Kiểm toán nhà nước ủy nhiệm thay mặt Tổng Kiểm toán nhà nước lãnh đạo, chỉ đạo công tác của Kiểm toán nhà nước.
Hiện nay có 05 Phó Tổng Kiểm toán nhà nước là Nguyễn Tuấn Anh, Đặng Thế Vinh, Doãn Anh Thơ, Hà Thị Mỹ Dung, Bùi Quốc Dũng.
Nguyên thủy, Kiểm toán Nhà nước trực thuộc Chính phủ, chức danh Tổng Kiểm toán Nhà nước tương đương cấp Bộ trưởng, do Thủ tướng bổ nhiệm và Quốc hội phê chuẩn. Sau khi Luật Kiểm toán Việt Nam có hiệu lực từ ngày 1 tháng 1 năm 2006, cơ quan Kiểm toán Nhà nước chuyển sang trực thuộc Quốc hội; vị trí Tổng kiểm toán Nhà nước do Quốc hội bầu theo sự đề cử của Ủy ban Thường vụ Quốc hội sau khi được sự đồng ý của Thủ tướng Chính phủ. Nhiệm kỳ của Tổng Kiểm toán Nhà nước là 7 năm. Có thể được bầu lại nhưng không quá 2 nhiệm kỳ. Sửa đổi này được đưa ra nhằm đảm bảo việc kiểm soát ngân sách nhà nước chi tiêu khách quan và độc lập hơn.

## Trách nhiệm, quyền hạn của Tổng Kiểm toán nhà nước

### Trách nhiệm của Tổng Kiểm toán nhà nước
- Lãnh đạo và chỉ đạo Kiểm toán nhà nước thực hiện nhiệm vụ, quyền hạn theo quy định.
- Trình bày báo cáo tổng hợp kết quả kiểm toán năm, báo cáo công tác trước Quốc hội hoặc Ủy ban thường vụ Quốc hội (tùy trường hợp); trả lời chất vấn; chịu trách nhiệm trước pháp luật về nội dung báo cáo kiểm toán.
- Quyết định, tổ chức thực hiện các biện pháp cụ thể để tăng cường kỷ luật, kỷ cương trong hoạt động kiểm toán nhà nước; phòng, chống tham nhũng; thực hành tiết kiệm, chống lãng phí và mọi biểu hiện quan liêu, hách dịch, cửa quyền của công chức, viên chức thuộc Kiểm toán nhà nước; ban hành Quy trình kiểm toán vụ việc có dấu hiệu tham nhũng.
- Quy định chức năng, nhiệm vụ, quyền hạn và cơ cấu tổ chức của các đơn vị trực thuộc Kiểm toán nhà nước. Trình Ủy ban thường vụ Quốc hội quyết định biên chế và việc thành lập, sáp nhập, giải thể đơn vị trực thuộc Kiểm toán nhà nước.
- Thực hiện các biện pháp nhằm bảo đảm tính độc lập và chất lượng kiểm toán trong hoạt động kiểm toán của Kiểm toán nhà nước; giải quyết khiếu nại, tố cáo liên quan đến hoạt động kiểm toán của Kiểm toán nhà nước và thực hiện nhiệm vụ khác.

### Quyền hạn của Tổng Kiểm toán nhà nước
- Ban hành quyết định kiểm toán; quyết định việc kiểm toán theo đề nghị của cơ quan, tổ chức; ban hành văn bản quy phạm pháp luật.
- Được mời tham dự phiên họp toàn thể của Quốc hội, phiên họp của Ủy ban thường vụ Quốc hội, phiên họp của Chính phủ về vấn đề có liên quan.
- Kiến nghị Bộ trưởng, Thủ trưởng, các cơ quan khác ở trung ương, Chủ tịch Ủy ban nhân dân cấp tỉnh, thủ trưởng cấp trên trực tiếp của đơn vị được kiểm toán xử lý theo thẩm quyền đối với cơ quan, tổ chức, cá nhân có hành vi cản trở hoạt động kiểm toán của Kiểm toán nhà nước; cung cấp thông tin, tài liệu sai sự thật cho Kiểm toán nhà nước; ... Trường hợp kết luận, kiến nghị của Kiểm toán nhà nước không được giải quyết hoặc giải quyết không đầy đủ thì Tổng Kiểm toán nhà nước kiến nghị người có thẩm quyền xem xét, xử lý theo quy định của pháp luật.
- Quyết định việc niêm phong tài liệu, kiểm tra tài khoản của đơn vị được kiểm toán hoặc cá nhân có liên quan.
- Đề nghị Ủy ban thường vụ Quốc hội bổ nhiệm, miễn nhiệm, cách chức đối với Phó Tổng Kiểm toán nhà nước.

## Các Tổng kiểm toán Nhà nước qua các thời kỳ
| STT | Họ và tên      | Nhiệm kỳ               | Ghi chú                                                                                 |
| --- | -------------- | ---------------------- | --------------------------------------------------------------------------------------- |
| 1   | Vương Hữu Nhơn |                        |                                                                                         |
| 2   | Đỗ Bình Dương  |                        |                                                                                         |
| 3   | Vương Đình Huệ | 1/7/2006 - 2/8/2011    | Chủ tịch Quốc hội Việt Nam (2021-2024)                                                  |
| 4   | Đinh Tiến Dũng | 2/8/2011 - 24/5/2013   | Bí thư Thành ủy Hà Nội, nguyên Bộ trưởng Bộ Tài chính                                   |
| 5   | Nguyễn Hữu Vạn | 24/5/2013 - 1/4/2016   |                                                                                         |
| 6   | Hồ Đức Phớc    | 5/4/2016 - 6/4/2021    | Bộ trưởng Bộ Tài chính (2021 – nay)                                                     |
| 7   | Trần Sỹ Thanh  | 7/4/2021 - 20/10/2022  | Phó Bí thư Thành ủy Hà Nội, Chủ tịch Ủy ban nhân dân thành phố Hà Nội (22/7/2022 – nay) |
| -   | Ngô Văn Tuấn   | 24/7/2022 - 21/10/2022 | Phó Tổng Kiểm toán Nhà nước phụ trách                                                   |
| 8   | Ngô Văn Tuấn   | 21/10/2022 - nay       |                                                                                         |